# Orlande de Lassus
Orlande de Lassus, conegut també com a Orlando di Lasso, Orlandus Lassus, Roland de Lassus o Roland Delattre (c. 1532 - 14 de juny de 1594), va ser un compositor de l'escola francoflamenca del Renaixement tardà. Junt amb Giovanni Pierluigi da Palestrina és considerat un dels músics europeus més influents del segle xvi pel fet de portar la polifonia vocal a un grau de desenvolupament molt elevat.

## Biografia

### Primer anys i estada a Itàlia
Va néixer a Mons, província d'Hainaut, en el que actualment és Bèlgica. Se'n saben poques coses de la seva joventut, tot i existir diverses històries mal documentades. La més famosa d'elles explica que va ser raptat tres vegades a causa de la bellesa de la seva veu. A l'edat de 12 anys deixa els Països Baixos al costat de Ferrante Gonzaga, i es dirigeix a Màntua, a Sicília i posteriorment a Milà, on resideix entre 1547 i 1549.
A Milà s'allotja a Hoste da Reggio, bressol dels madrigalistes, que l'influïren i van marcar inicialment el seu estil musical. En els primers anys de la dècada de 1550 treballa com a cantant i compositor a Nàpols per a Constantino Castrioto, època en què faria les seves primeres composicions. Després es trasllada a Roma, on treballa per a l'Arxiduc de Florència. El 1553 és nomenat mestre de capella de la Basílica de Sant Joan del Laterà (San Giovanni in Laterano) a Roma, un càrrec molt prestigiós per a un músic de només 21 anys, tot i que hi va estar només per un any. Giovanni Pierluigi da Palestrina el substituiria un any després, el 1555. Fou el pare de Rudolf di Lasso i l'avi deFernando di Lasso ambdós compositors i madrigalistes.

### La cort del Duc de Baviera a Múnic
No existeix evidència de les seves activitats durant el 1554, però sembla que va viatjar a França i Anglaterra. El 1555 retorna als Països Baixos, on publica les seves primeres obres a Anvers. El 1556 s'uneix a la cort del Duc Albrecht de Baviera, que intentava crear un centre musical comparable als principals d'Itàlia. Lasso va ser un dels holandesos que van treballar allà.
El 1558 es casa amb Regina Wäckinger, la filla d'una dama d'honor de la Duquessa, amb qui té dos fills; de grans els dos esdevindrien compositors seguint l'herència del seu pare. El 1563 és nomenat mestre de capella, com a successor de Ludwig Daser. Lasso va romandre al servei d'Albrecht V i del seu successor, Guillem V de Baviera, per la resta de la seva vida.

### Reconeixement internacional

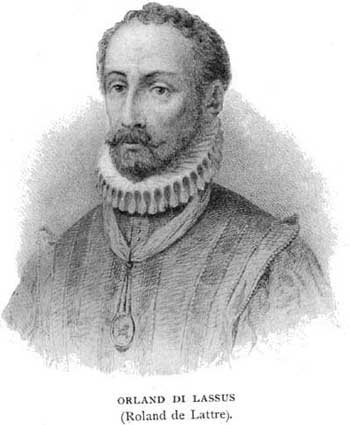
Orlando di Lasso

En la dècada de 1560, Lasso va guanyar fama a Europa, i els compositors anaven a Múnic a estudiar amb ell. Andrea Gabrieli el va visitar el 1562, i possiblement va romandre a la capella tot un any. Giovanni Gabrieli possiblement també va estudiar amb Lasso cap al 1570.
La seva fama es va estendre fins i tot fora dels cercles musicals, fins al punt, que el 1570 l'Emperador Maximilià II li va conferir un títol nobiliari, circumstància excepcional en un músic. El Papa Gregori XIII el va nomenar cavaller, i els anys 1571 i 1573 el rei de França, Carles IX, el va convidar a la seva cort. Alguns d'aquests reis i aristòcrates van intentar temptar-lo de deixar Múnic amb ofertes més atractives, però Lasso estava evidentment més interessat en l'estabilitat de la seva posició, i en les esplèndides oportunitats d'interpretació musical disponibles en la cort d'Albrecht que en els guanys econòmics. "No desitjo deixar la meva casa, el meu jardí i altres coses bones a Múnic," va escriure al Duc de Saxònia el 1580, després de rebre una oferta per a un càrrec a Dresden.
A finals de la dècada dels 70 i principis dels 80, Lasso va fer diverses visites a Itàlia, on va trobar els estils i tendències més modernes. A Ferrara, l'avantguarda musical de l'època, va poder escoltar indubtablement els madrigals compostos en la cort d'Este. Tanmateix el seu propi estil va romandre conservador, fins i tot tornant-se més simple i refinat que abans.

### Darrers anys
El 1590 la seva salut va començar a declinar, i va visitar un metge anomenat Thomas Mermann per al tractament del que es va dir "Malenconia hipocondríaca". Encara va ser capaç de compondre així com de viatjar ocasionalment. La seva obra final va ser la meravellosa col·lecció de 21 madrigals espirituals, les Llàgrimes de Sant Pere, dedicades al Papa Climent VIII, publicació pòstuma de 1595.
Lasso va morir a Múnic el 14 de juny de 1594, el mateix dia que el seu patró va decidir renunciar als seus serveis per raons econòmiques. Lasso mai no va arribar a llegir la nota d'acomiadament.

## Música i influència

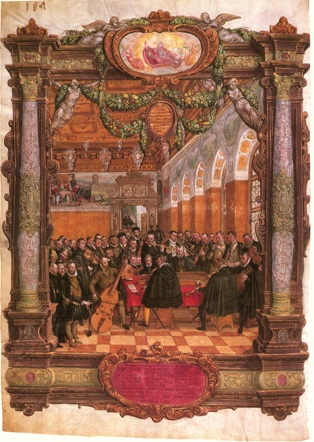
Lassus dirigint un grup de cambra. Pintura de Hans Mielich

Lasso va ser un dels més prolífics, versàtils i universals compositors del Renaixement tardà. Va escriure més de 2000 composicions, incloent música vocal amb lletres en llatí, francès, italià i alemany, en tots els gèneres coneguts en la seva època. Això inclou 530 motets, 175 madrigals italians i villanelles, 150 cançons franceses, i 90 lieder alemanys. No es coneix cap mena de música instrumental, o almenys no ens ha arribat. Això constitueix una interessant omissió per a un compositor tan prolífic i divers, en una època en què la música instrumental s'estava convertint en un mitjà d'expressió característic de l'art a Europa.
Lasso és un dels compositors de l'estil conegut com a música reservata, terme que ha sobreviscut en moltes referències contemporànies, algunes d'elles amb significats contradictoris. El significat exacte del terme és motiu de debat, encara que existeix consens entre els musicòlegs que implica una disposició dels textos intensament expressiva, la presència del cromatisme, i el que podria definir-se com una "música per a entesos".
Un famós exemple de composició de Lasso representativa de música reservata és la seva sèrie de 12 motets titulats Prophetiae Sibyllarum (Profecies de la Sibil·la), plens d'un gran estil cromàtic que recorda a Gesualdo. Alguns recursos que apareixen en aquesta obra no es tornarien a escoltar fins a l'arribada de les evolucionades composicions del segle xx.

## Obra sacra
Resonet in laudibus (?·pàg.)
Lasso va romandre fidel al catolicisme durant l'època de la Reforma, encara que no en forma dogmàtica, com pot apreciar-se en les seves cançons mundanes, o en les seves paròdies de misses o magníficats basats en composicions profanes. La contrareforma es manifestà amb especial intensitat a Baviera sota la influència dels jesuïtes, i això influí en l'obra de Lasso, que va escriure música litúrgica per al ritu romà, un important nombre de magníficats, una col·lecció de peces del llibre catòlic de salms d'Ulenberg (1588), i especialment el gran cicle penitencial de madrigals espirituals, les "Llàgrimes de Sant Pere" (1594).

### Misses
Almenys vint misses ens han arribat completes. La majoria són paròdies basades en obres profanes escrites per ell o per altres compositors. Són tècnicament impressionants, sense formar part de la producció més conservadora de Lasso. Adaptava l'estil de la missa a les característiques de la música que feia servir, que podia ser des de cant gregorià al madrigal contemporani, però sempre mantenint un caràcter expressiu i reverent.
Algunes de les seves misses es basen en cançons franceses plenament profanes, algunes fins i tot clarament obscenes; així l'obra Entre vous filles de quinze ans de Clemens non Papa li va servir com a material per a la seva Missa entre vous filles (1581), probablement la més escandalosa de totes.
Aquesta pràctica no era ben acceptada, tot i que tolerada, pel seu patró, com ho mostra la correspondència que encara es conserva. A més de les seves tradicionals misses-paròdies, va escriure una considerable quantitat de missae breves, destinades a serveis de curta durada, com per exemple als dies que el Duc Albrecht sortia a caçar i no desitjava ser demorat per una música polifònica que durés massa. La més curta de totes és una coneguda com la Jäger Messe (Missa del caçador).
Algunes de les seves misses mostren la influència de l'escola veneciana, particularment en l'ús de l'estil policoral; per exemple, en la Missa osculeter em, a vuit veus, basada en els seus propis motets. Tres d'aquestes misses són per a doble cor, i han d'haver influït al seu torn en els músics venecians. Al cap i a la fi, Andrea Gabrieli va anar a Múnic i va visitar Lasso el 1562, i moltes obres de Lasso van ser publicades a Venècia. Encara que Lasso va usar l'estil sonor venecià, el seu llenguatge harmònic va romandre conservador, va adaptar la textura veneciana als seus propis interessos musicals.

### Motets
Com a compositor de motets, Lasso va ser un dels més variats i prodigiosos de tot el Renaixement. La seva producció varia del més sublim fins al més ridícul, i mostra un sentit de l'humor que habitualment no és present en la música sacra. Per exemple, un dels seus motets satiritza els mals cantants ("Super flumina Babylonis"),e inclou quequeigs, parades i arrencades, i una confusió general. Aquesta idea té relació amb l'obra de Mozart, la "Broma musical".
Molts dels seus motets van ser compostos per a ocasions cerimonials, com es pot esperar d'un compositor de la cort a qui se li requereix música per rebre a dignataris, per a casaments, tractats i altres esdeveniments d'estat. Però la fama de Lasso es va originar en els seus motets religiosos.
La sèrie de set Salms Penitencials de David és una de les col·leccions de salms més famoses. El contrapunt és lliure, evitant la imitació dominant en l'estil dels holandesos, com en les obres de Gombert, i ocasionalment utilitzant mecanismes expressius aliens a Giovanni Pierluigi da Palestrina. Com sempre, Lasso aposta a l'impacte emocional, i usa una varietat de textures i cures en la ubicació del text fins al final. L'última peça de la col·lecció, la seva versió de De profundis (Salm 129/130), és considerat per molts estudiosos com un dels cims de la polifonia renaixentista, junt amb les dues versions del mateix text compostes per Josquin Des Pres.

### Passions i altres composicions sacres
Entre les seves altres composicions religioses hi ha himnes, càntics –incloent més d'un centenar de magnificats–, responsoris per a la setmana santa, passions, lamentacions, i algunes peces independents per a les principals festes. Lasso també va escriure quatre sèries de la Passió, una per a cada evangelista (Mateu, Marc, Lluc i Joan) totes per a veus a cappella. Col·loca les paraules de Jesucrist i la narració dels evangelistes com un cant, i els altres passatges són per als grups polifònics.

## Obra profana
Lasso va escriure en totes les formes musicals profanes, i és un dels pocs compositors del Renaixement que va utilitzar quatre llengües diferents per als textos: llatí, francès, italià i alemany. Moltes de les seves obres van ser molt populars, tenint una àmplia distribució per Europa.

### Madrigals
En els seus madrigals, molts dels quals va escriure durant la seva estada a Roma, l'estil és clar i concís, incloent obres que es poden memoritzar fàcilment. La selecció de les poesies varia àmpliament entre Petrarca per als seus obres més seriosos fins als versos més lleugers de les seves cançonetes més divertides.
Lasso sovint preferí els madrigals cíclics, és a dir, sèries de múltiples poemes en un grup d'obres musicals relacionades entre si. Per exemple el seu Quart llibre de madrigals per a cinc veus comença amb una sextina completa de Petrarca, continua amb un sonet de dues parts, i acaba amb una altra sextina. Igualment el llibre sencer pot ser escoltat com una composició unificada, amb cada madrigal com a part subsidiària.

### Chansons
Una altra forma conreada per Lasso va ser la chanson francesa, de les que en va compondre prop de 150. La major part daten de la dècada de 1550, però va continuar escrivint-les fins i tot a Alemanya. Les seves darreres chansons corresponen a la dècada de 1580.
Moltes de les seves composicions van ser publicades a les col·leccions de Pierre Phalése el 1571, i de Le Roy&Ballard el 1576 i el 1584. Estilísticament les seves chansons varien des de molt dignes i serioses fins a divertides i pujades de to. Lasso va seguir l'estil polit i líric de Sermisy més que el programàtic de Clément Janequin. Una de les cançons més famoses de Lasso va ser usada per Shakespeare a la segona part d'Enric IV.

### Lieder alemanys
Un tercer tipus de composició secular produïda per Lasso va ser el lied alemany. La major part anaven dirigits a una audiència diferent, ja que són essencialment diferents en to i estil a les cançons i madrigals. A més els va escriure en la seva maduresa, ja que no comencen a aparèixer fins al 1567, quan ja estava ben establert a Múnic. Molts són de temàtica religiosa, encara que inclouen també versos còmics i lleugers.